# Юрьев (Киевское княжество)
Ю́рьев (Гурьгев, Гуричев) — летописный город в Киевской земле. Известен также как Юрьев-Русский и Юрьев-Киевский. Упомянут в Списке русских городов дальних и ближних.

## Местоположение
Располагался на южной границе Киевской земли. Точное местоположение не установлено. В летописях есть указание на то, что город находился в районе рек Роси и Рут. Многие историки и археологи согласны с предположением, что Юрьев находился на территории Белой Церкви и является её предтечей. Некоторые исследователи локализовали детинец города на Замковой горе площадью 2 гектара и мощностью культурного слоя до 4,5 метров. Другие — на городище в дендропарке «Александрия».

## История
Впервые упоминается в 1072 году в связи с местной епископией. Основан раньше, относился к опорным городам-крепостям Поросской оборонительной линии, заложенным Ярославом Мудрым в 1032 году («Ярослав поча ставити городы по Роси»). Их задачей была защита южного порубежья государства от набегов степных кочевников. Согласно летописям, Ярослав Мудрый поселил в Поросье много пленных ляхов, приведённых из польского похода.
Название города произошло от имени основателя — князя Ярослава Мудрого, в крещении Юрия. Был центром епархии, предположительно с целью обращения в христианство живших в окрестностях кочевников. Юрьевская епархия существовала до конца XII века, а в 1197 году уже была объединена с белгородской, в этом же году в Юрьеве митрополитом и епископом белгородским и юрьевским была освящена каменная церковь. Последний раз юрьевский епископ упомянут в летописи под 1231 годом.
В 1095 году Юрьев был осаждён половцами, осаду которых он выдержал, однако жители покинули его — население перешло в основанный Святополком Изяславичем Святополч. В 1103 году Юрьев был восстановлен («город» был «срублен», что означает наличие деревянных укреплений). В XII веке упоминается нечасто, в связи с нашествиями половцев. Тем не менее, данные археологических раскопок свидетельствуют, что Юрьев в эту эпоху превращается в крупный экономический и идеологический центр Поросья.
В культурном слое на Замковой горе прослеживаются следы от двух больших пожаров. В результате первого пожара погибли все постройки с материалами XI века. Ещё более грандиозный пожар уничтожил город в середине XIII века, который, по-видимому, связан с нашествием орд хана Батыя. После монгольского нашествия жизнь в городе не прекратилась. В 1360-х годах, после установления власти Великого княжества Литовского, город упоминается в письменных источниках под новым названием — Белая Церковь.